# Euxoa cuneigera
Euxoa cuneigera är en fjärilsart som beskrevs av Stephens 1829. Euxoa cuneigera ingår i släktet Euxoa och familjen nattflyn. Inga underarter finns listade i Catalogue of Life.